# Spaelotis spania
Spaelotis spania là một loài bướm đêm trong họ Noctuidae.